# Merops apiaster
Il gruccione comune (Merops apiaster Linnaeus, 1758) è un variopinto uccello appartenente alla famiglia Meropidae. È detto anche merope, come il genere (Merops) di cui fa parte.

## Descrizione
Come gli altri meropidi, è un uccello esile e multicolore. Può raggiungere una lunghezza di 26–29 cm, incluse le due penne allungate della coda, e la sua apertura alare può arrivare a 40 cm. Pesa fra 50 e 70 grammi.

Il piumaggio variopinto, a grandi linee castano superiormente e azzurro inferiormente, è “dipinto” anche di giallo, verde, nero e arancione. La conformazione della coda è utile per il riconoscimento degli esemplari giovani rispetto ai gruccioni maturi: le penne della coda dei giovani sono di lunghezza simile, mentre gli adulti hanno penne timoniere centrali più lunghe.

Il becco è nerastro, lungo e leggermente ricurvo verso il basso. Le zampe sono marrone-grigiastro. I sessi sono simili.

## Biologia

### Verso
Il trillo è tipico: nasale, liquido, udibile a distanza: “criich-criich-criich” o “priich-priich“ o “criichuich“ o “prruich“ ripetuto continuamente.
Il suono singolo indica normalmente la posizione e l'assenza di pericolo, quello ripetuto viene usato come allarme.

### Alimentazione
Si nutre prevalentemente di insetti, soprattutto imenotteri (ma anche libellule, cicale e coleotteri) catturati in aria con sortite da un posatoio. Prima di mangiare la preda, il gruccione rimuove il pungiglione colpendo l'insetto ripetutamente su una superficie dura.

### Riproduzione
I gruccioni sono socievoli, fanno il nido in colonie in banchi di sabbia, preferibilmente lungo le rive dei fiumi, di solito all'inizio di maggio. Scavano un cunicolo lungo anche 3-5 metri, in fondo al quale depongono 5-8 uova sferiche, una volta all'anno all'inizio di giugno. Sia il maschio che la femmina si prendono cura delle uova che vengono covate per circa 20 giorni.

### Relazioni con l'uomo
I gruccioni possono arrecare da lievi a gravi danni all'apicoltura.

## Galleria d'immagini

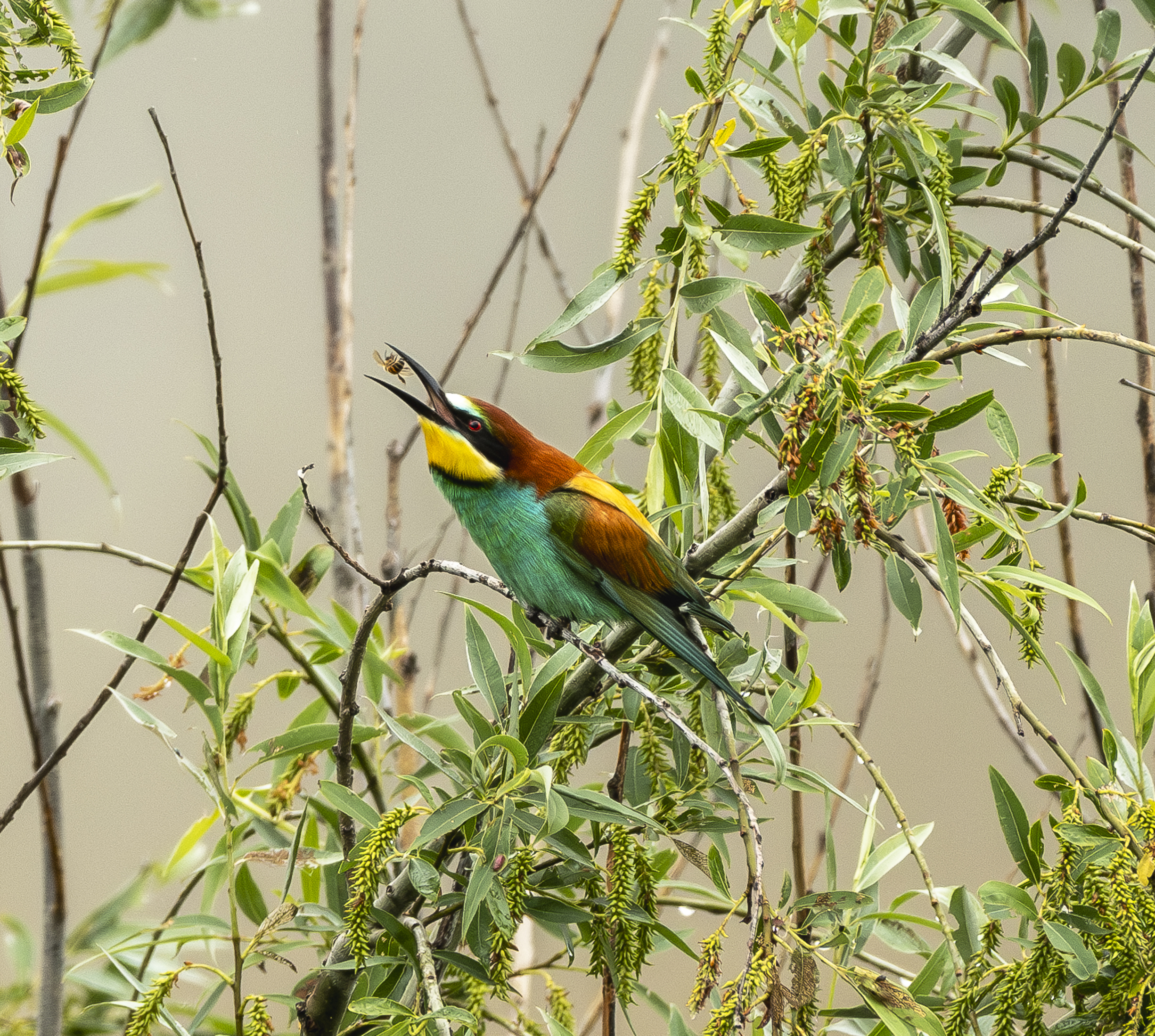

La femmina (a sinistra) attende l'offerta che il maschio le farà.
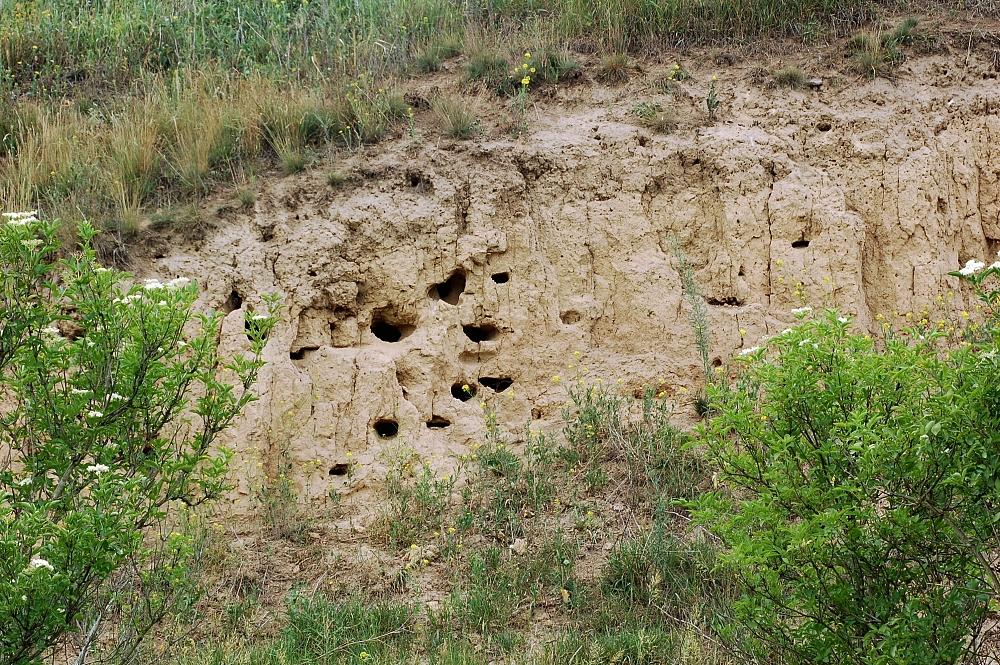
Nidi di gruccione.
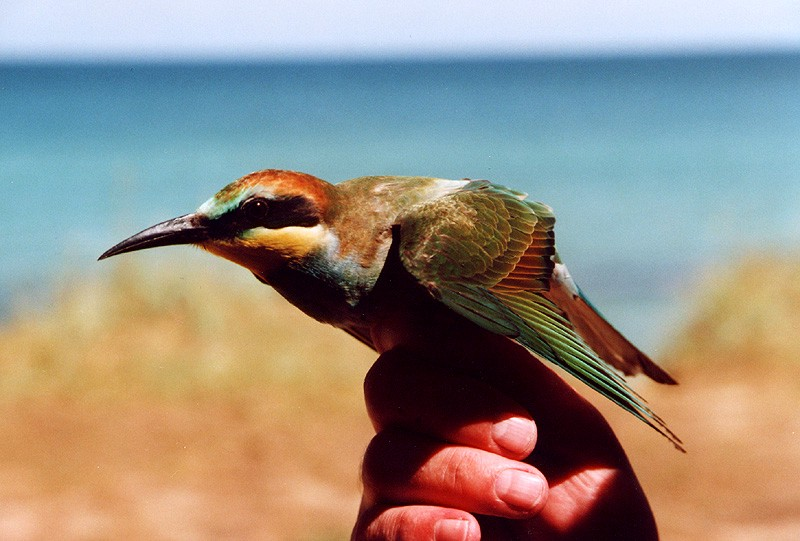
Giovane gruccione.
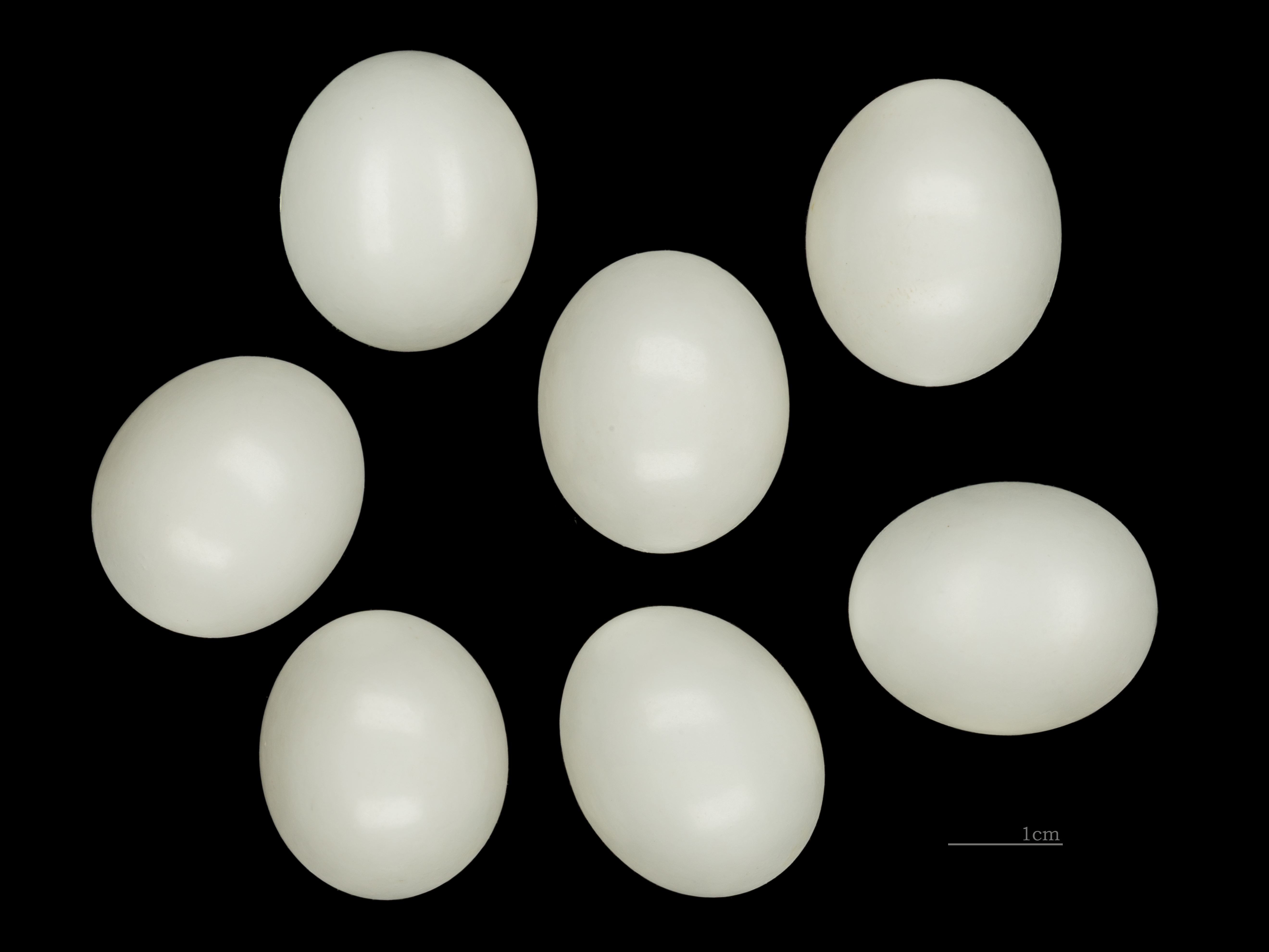
Uova di gruccione
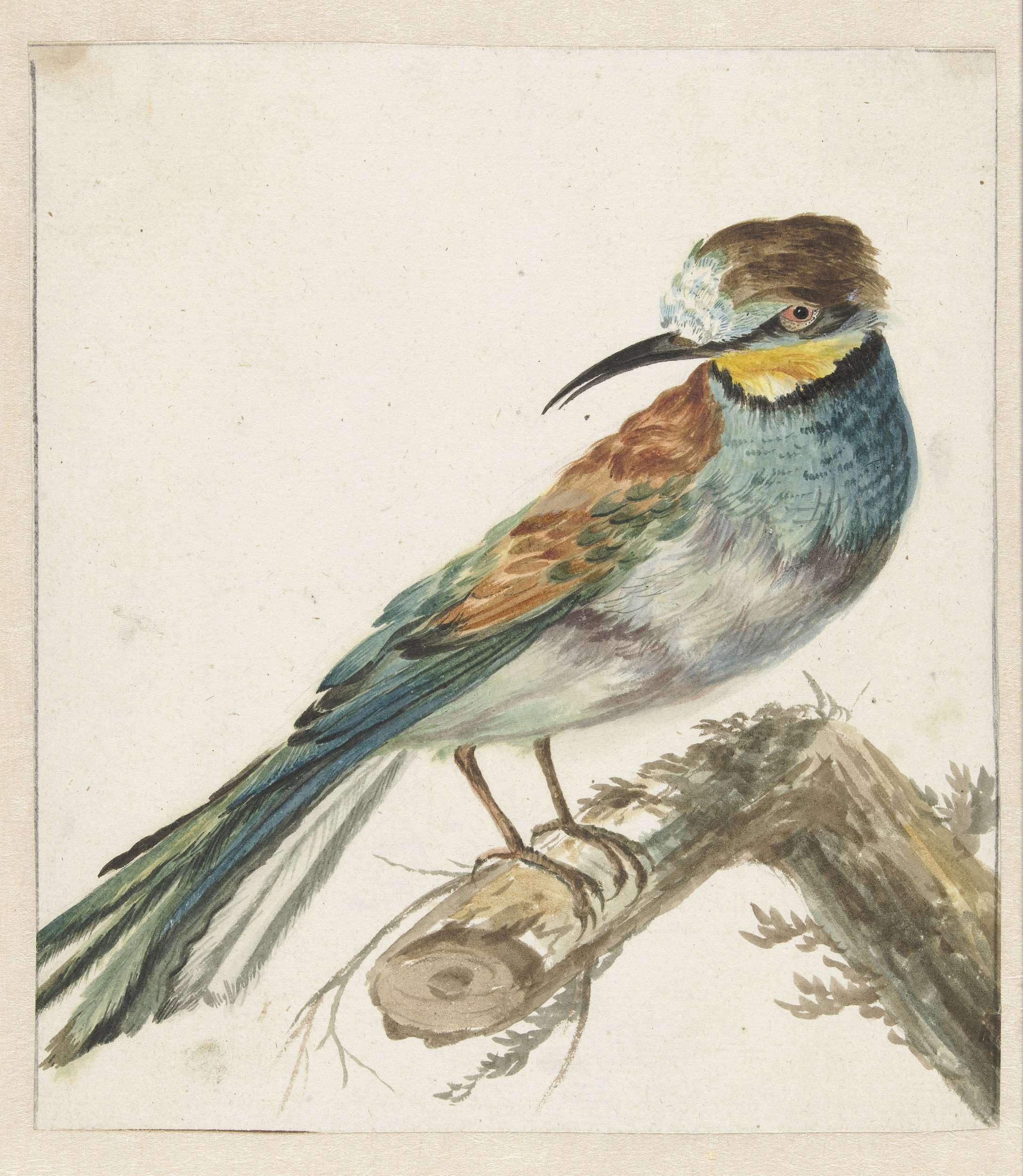
Disegno

## Distribuzione e habitat
Nidifica in buona parte dell'Europa meridionale, con qualche sporadica colonia anche più a nord, nell'Asia centrale e occidentale e lungo le coste mediterranee dell'Africa dal Marocco alla Tunisia. Sverna in alcune zone dell'Africa subsahariana, mentre nell'Africa meridionale è stanziale.

Abita in ambienti aperti con vegetazione spontanea e cespugliosa con alberi sparsi e tralicci, presso corsi fluviali, boschi con radure, oliveti. Durante le migrazioni è frequente anche in zone umide e litorali.

### In Italia
In Italia le colonie di nidificazione sono numerose, concentrate quasi esclusivamente in pianura e collina. Sulla Sila cosentina (Calabria) è stata accertata la nidificazione alla quota altimetrica più elevata del Paese; le colonie individuate già da diversi anni sono alle quote più elevate come nidificazioni stabili, pur se con un numero di coppie variabili di anno in anno e poste ad un'altitudine compresa tra i circa 1150 e i 1180 metri s.l.m. La specie è molto numerosa in Piemonte, nella pianura Padana, lungo la costa adriatica, in Toscana, Umbria, Lazio e in Sardegna, mentre negli anni più recenti ci sono stati numerosi avvistamenti in Campania, Sicilia, Liguria, Puglia e Basilicata. Arriva tra la fine di aprile e maggio per ripartire ad agosto inoltrato.